# Deferasirox
Deferasirox, vendido sob a marca Exjade entre outros, é um quelante de ferro oral. Seu principal uso é reduzir a sobrecarga crônica de ferro em pacientes que estão recebendo transfusões de sangue de longo prazo para doenças como beta- talassemia e outras anemias crônicas. É o primeiro medicamento oral aprovado nos Estados Unidos para essa finalidade.
Foi aprovado pela Food and Drug Administration (FDA) dos Estados Unidos em novembro de 2005.  Segundo a FDA (maio de 2007), foram relatadas insuficiência renal e citopenias em pacientes que receberam comprimidos de suspensão oral deferasirox. É aprovado na União Europeia pela Agência Europeia de Medicamentos (EMA) para crianças de seis anos ou mais com sobrecarga crônica de ferro em transfusões de sangue repetidas.

Em julho de 2020, a Teva decidiu descontinuar o deferasirox. Ele está disponível como um medicamento genérico.